# فالكا
فالكا (بالإنجليزية: Valka)‏ هي منطقة سكنية تقع في لاتفيا في لاتفيا. يقدر عدد سكانها بـ 5,835 نسمة ومساحتها 14.36 كم2 ووترتفع عن سطح البحر 50 متر.

## معرض صور

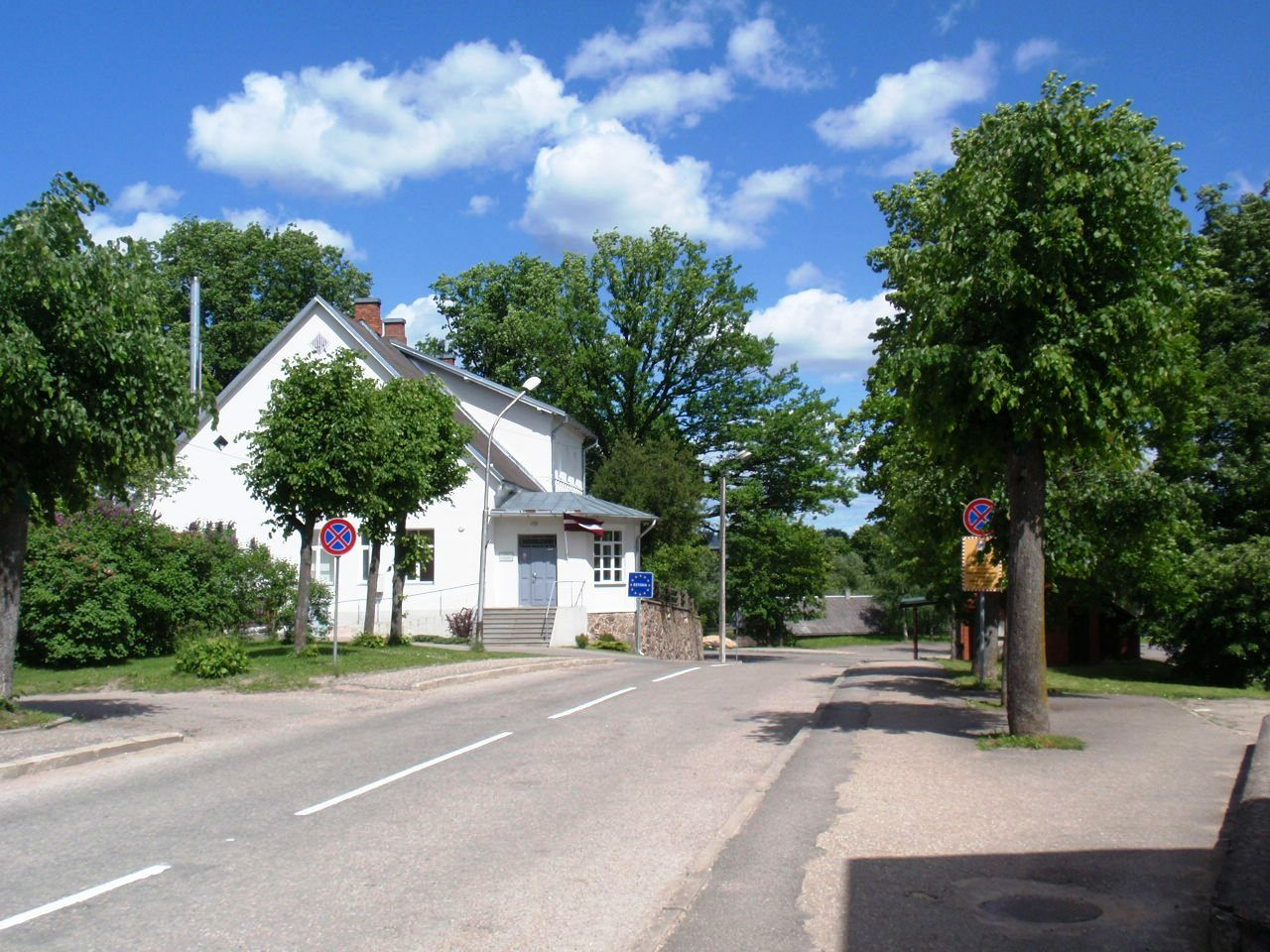
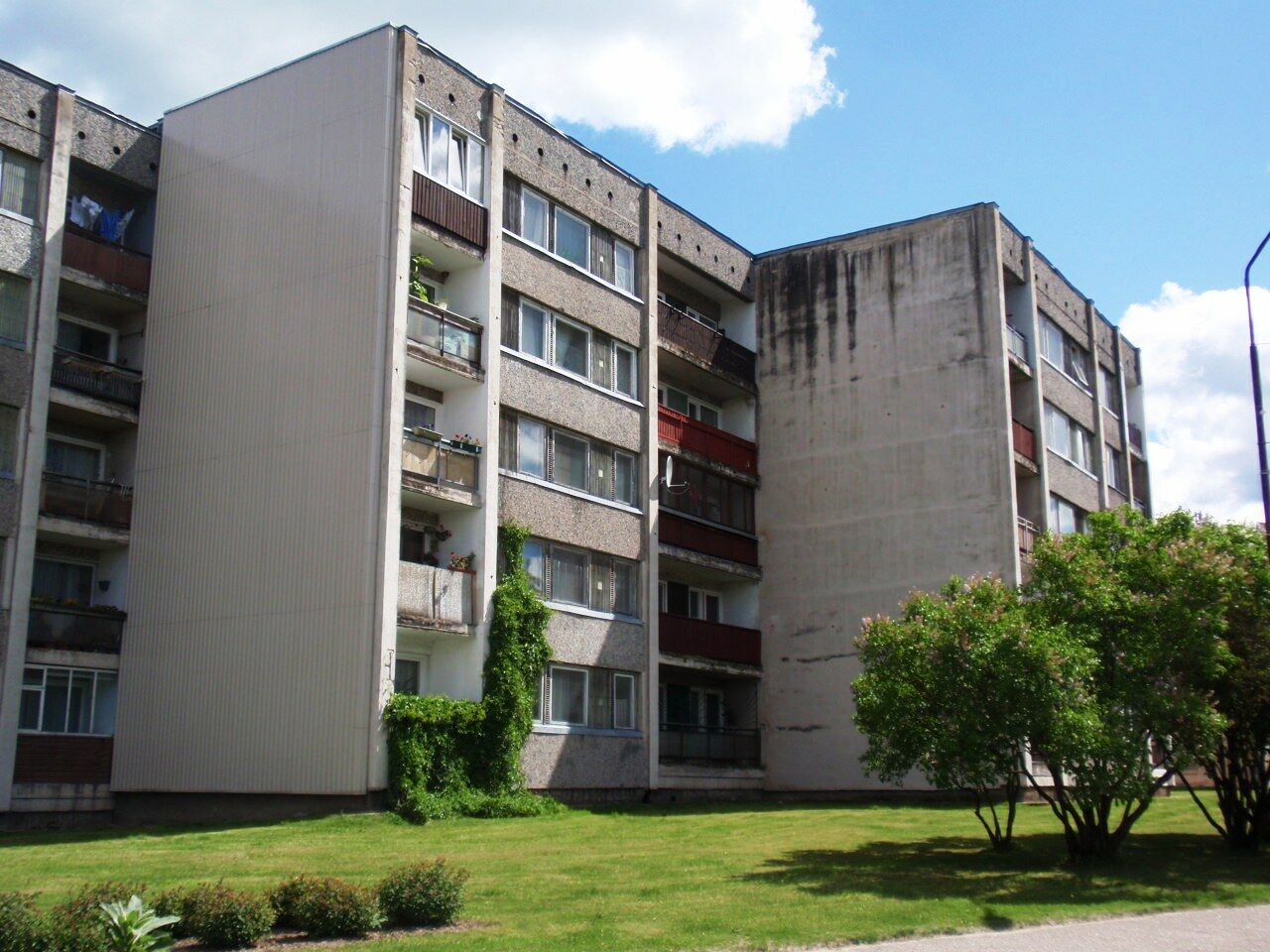
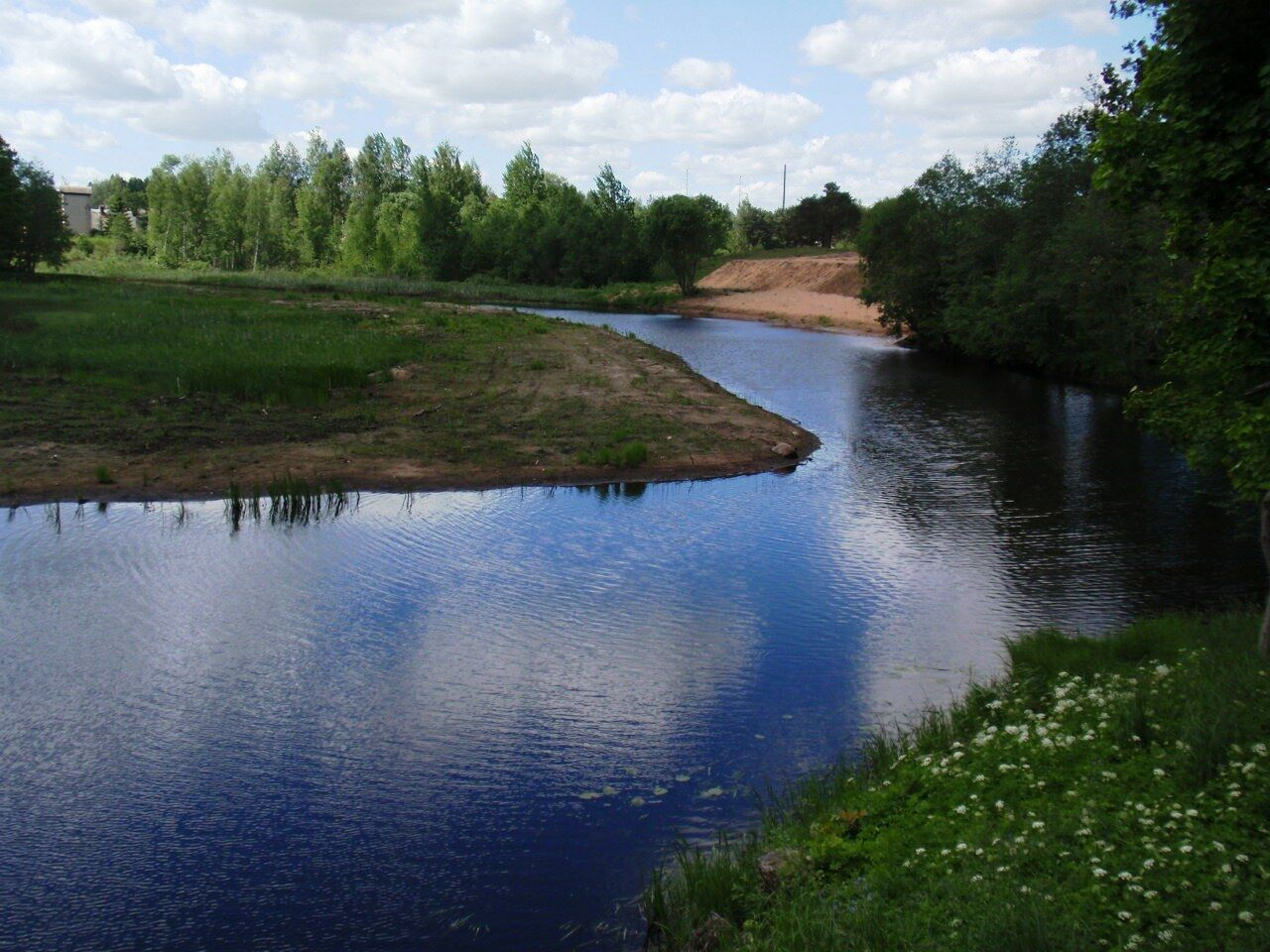
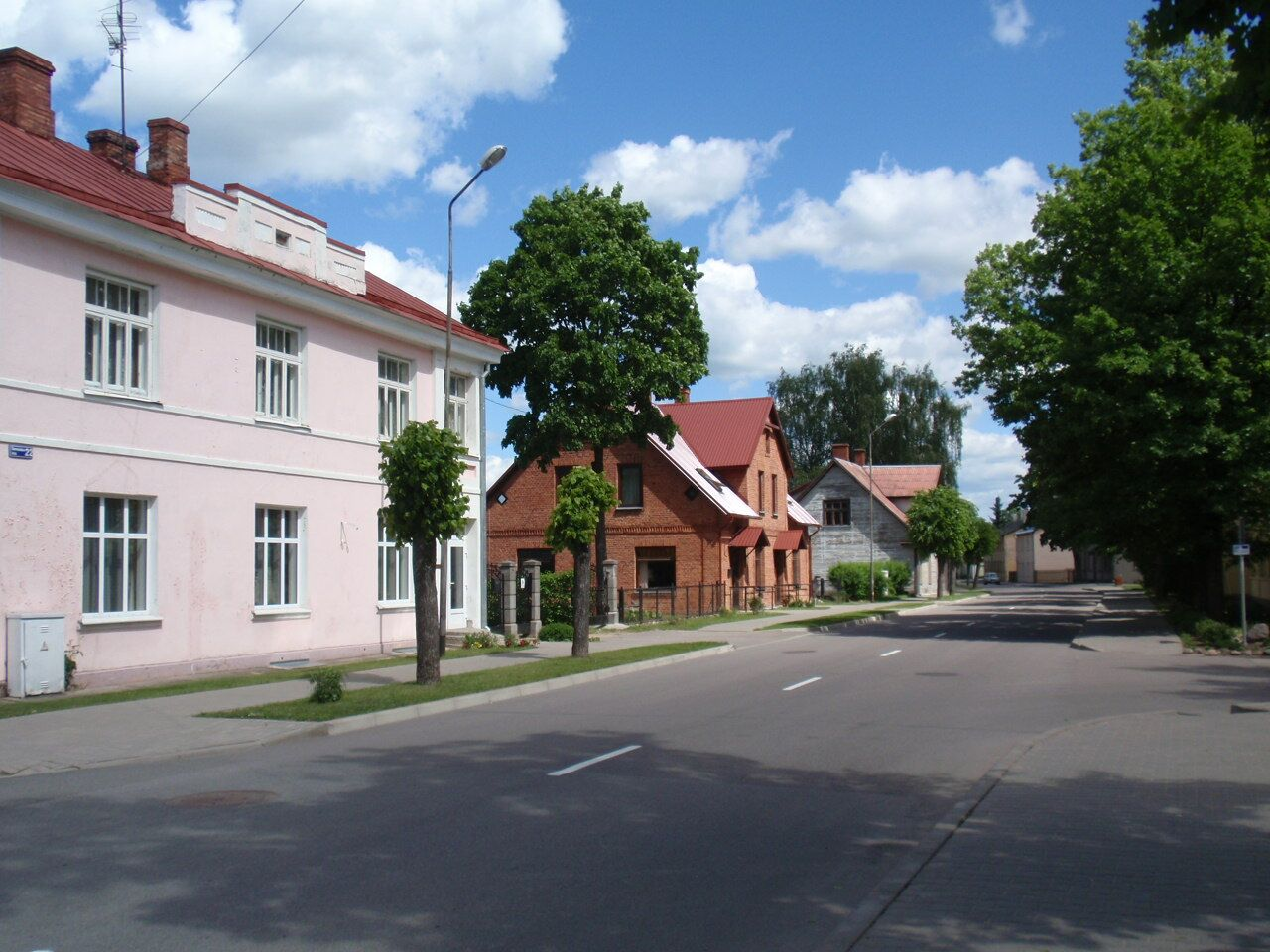
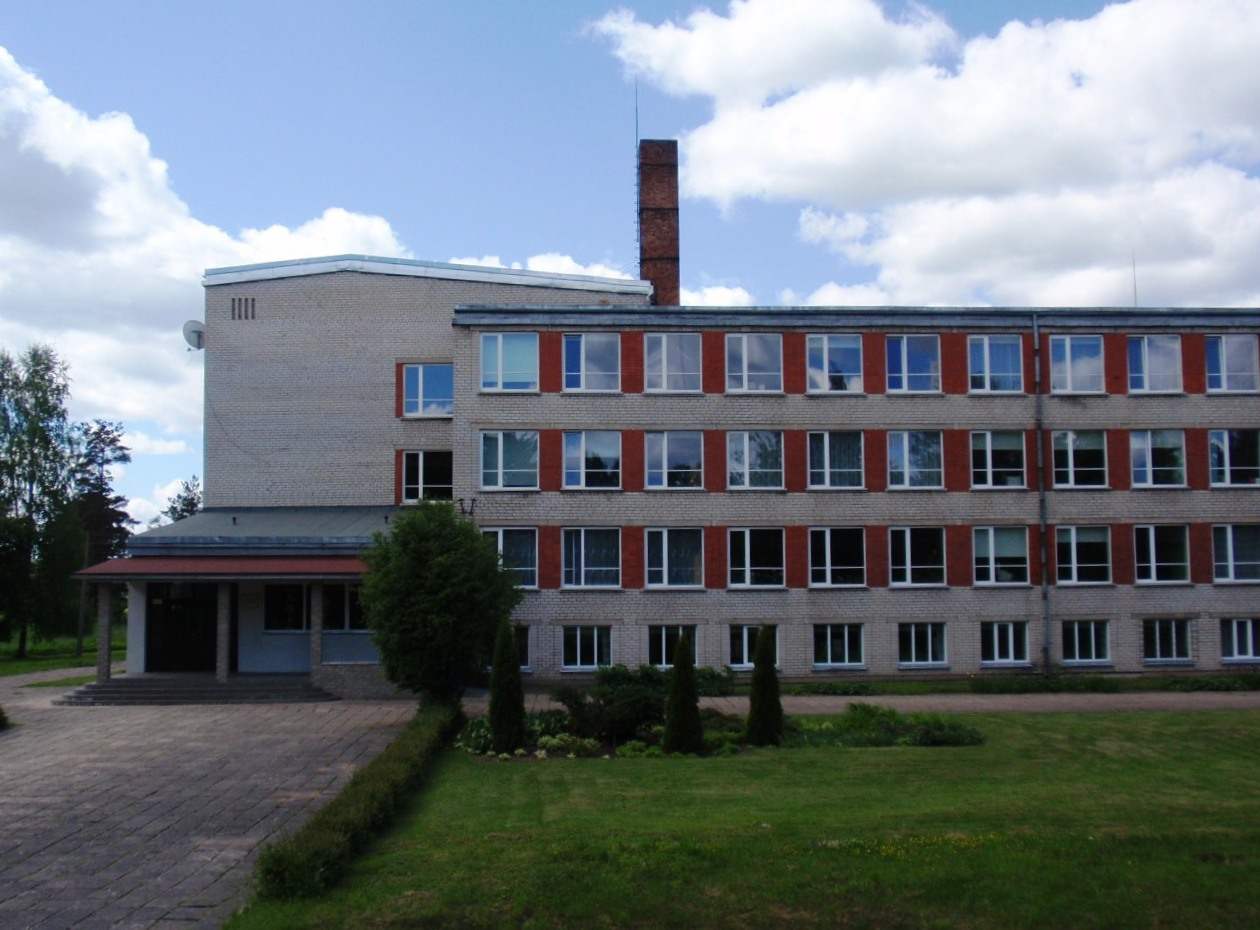

## توأمة
لفالكا اتفاقيات توأمة مع كل من:
- فايسنبورغ إن بايرن
- Radviliškis [الإنجليزية]‏